# Municipio de Ontwa
El municipio de Ontwa (en inglés: Ontwa Township) es un municipio ubicado en el condado de Cass en el estado estadounidense de Míchigan. En el año 2010 tenía una población de 6549 habitantes y una densidad poblacional de 120,46 personas por km².

## Geografía
El municipio de Ontwa se encuentra ubicado en las coordenadas 41°47′34″N 86°3′8″O / 41.79278, -86.05222. Según la Oficina del Censo de los Estados Unidos, el municipio tiene una superficie total de 54.37 km², de la cual 50.28 km² corresponden a tierra firme y (7.52%) 4.09 km² es agua.

## Demografía
Según el censo de 2010, había 6549 personas residiendo en el municipio de Ontwa. La densidad de población era de 120,46 hab./km². De los 6549 habitantes, el municipio de Ontwa estaba compuesto por el 95.97% blancos, el 0.9% eran afroamericanos, el 0.34% eran amerindios, el 0.29% eran asiáticos, el 0.08% eran isleños del Pacífico, el 0.55% eran de otras razas y el 1.88% pertenecían a dos o más razas. Del total de la población el 1.8% eran hispanos o latinos de cualquier raza.